# NEWSもぎたて朝一番
『NEWSもぎたて朝一番』（ニュースもぎたてあさいちばん）は、1994年4月4日から1995年9月29日までテレビ東京系列局で放送された朝の情報番組・報道番組である。放送時間は毎週月曜 - 金曜 6:30 - 7:25（JST）。ただし、祝日には放送時間を7:00 - 7:25に短縮した上で放送されたが、休止となることもあった。協力・日本経済新聞社。

## 概要
『ビジネスマンNEWS』や『ビジネスレーダー』で経済報道に特化していたテレビ東京が、同枠で初めて総合情報路線に踏み切った番組である。事件や事故、芸能ニュースなど、他局同様の一般的な話題を扱う。キャスターには元TBSアナウンサーの小島一慶を迎え、話題性を高めた。
番組はその日のニュースやスポーツニュース、生活情報などを伝えていたほか、様々な特集コーナーを設けていた。チームを結成してフットサルに取り組むコーナーでは、セルジオ越後なども「もぎ朝チーム」の一員として参加していた。また、番組のラストにはグラビアアイドルたちによるエアロビクスダンスのコーナーを設けるなど、健康的なお色気番組としての要素も兼ね備えていた（この枠は番組の中盤に放送していた時期もあった）。なお、前番組群が専門にしていた経済関連のニュースはこの番組では排除されたため、放送開始から半年後には別枠で市況解説番組の『マーケットLIVE』がスタートすることになった。
新たな試みの下にスタートした番組だったが、結果としては1年半で終了。その後も同枠は『NEWSモーニングJAM』→『NEWSヘッドライン』→『NEWSウェーブ615』と1年ごとにリニューアルを繰り返し、結局は1998年スタートの『ニュースモーニングサテライト』で元来の経済特化路線へと戻っていった。

## 出演者
キャスター
- 小島一慶
- 相沢なほこ - 開始から9月まで
- 桐島優子 - 開始から8月まで
- 上野ゆい - 1994年10月から終了へ
- 大浜平太郎 - ニュース担当。
- 坂田よしえ（現・大田よしえ） - スポーツ担当→お料理コーナー。
- 西野七海 - スポーツ担当。フットサルチームにも参加。
- 八塩圭子 - サブのみ。1994年9月から1995年3月まで出演。

天気予報担当
- 岩崎由実（現・川原みなみ）

Jリーグコーナー担当
- 鈴木紗理奈

さわやかフィットネス担当
- 愛禾みさ
- 木下優
- 坂木優子
- 宝生舞
- 松田千奈
- 宮内知美
- 森本智恵子

他

## テーマ曲
さわやかフィットネス
- コットンアイジョー（w:Rednex）

| テレビ東京系列 平日朝のTXNニュース | テレビ東京系列 平日朝のTXNニュース | テレビ東京系列 平日朝のTXNニュース |
| 前番組                             | 番組名                             | 次番組                             |
| ---------------------------------- | ---------------------------------- | ---------------------------------- |
| ビジネスレーダー                   | NEWSもぎたて朝一番                 | NEWSモーニングJAM                  |